# Un erou adulat (Star Trek: Generația următoare)
„Un erou adulat” (titlu original: „Hero Worship”) este al 11-lea episod din al cincilea sezon al serialului TV american științifico-fantastic Star Trek: Generația următoare și al 111-lea episod în total. A avut premiera la 27 ianuarie 1992.
Episodul a fost regizat de Patrick Stewart după un scenariu de Joe Menosky bazat pe o poveste de Hilary J. Bader.

## Prezentare
Data salvează viața unui băiat orfan, care începe să-l imite.

## Actori ocazionali
- Joshua Harris - Timothy
- Harley Venton - Hutchinson